# BRIT Awards 2025
Die Brit Awards 2025 wurden am 1. März von der British Phonographic Industry (BPI) verliehen. Veranstaltungsort war seit 2011 die O2 Arena in London. Jack Whitehall, der bereits von 2018 bis 2021 durch die Veranstaltung führte, war zum fünften Mal der Moderator.
Am 23. Januar gaben die Veranstalter in ihren Social-Media-Kanälen bekannt, wer in den verschiedenen Kategorien für eine Auszeichnung nominiert worden war. Fünf Nennungen gab es von Charli XCX, je viermal wurden Dua Lipa, The Last Dinner Party und das Ezra Collective vorgeschlagen. Charli XCX konnte in vier der fünf Nominierungskategorien gewinnen, zusätzlich wurde sie als Songwriterin des Jahres ausgezeichnet. In der Kategorie „bester Pop Act“ unterlag sie Jade. Die US-Amerikanerin Chappell Roan gewann zwei der drei internationalen Kategorien.

## Gewinner und Nominierte
Über den Rising Star war bereits im Vorjahr entschieden worden. Bei 13 weiteren Kategorien wurden im Januar die Anwärter bekanntgegeben und bei der Verleihung am 1. März werden die Gewinner verkündet.
| Album of the Year | Best New Artist |
| --- | --- |
| - Charli XCX – Brat - The Cure – Songs of a Lost World - Dua Lipa – Radical Optimism - Ezra Collective – Dance, No One’s Watching - The Last Dinner Party – Prelude to Ecstasy | - The Last Dinner Party - English Teacher - Ezra Collective - Myles Smith - Rachel Chinouriri |
| Song of the Year | International Song of the Year |
| - Charli XCX featuring Billie Eilish – Guess - Artemas – I Like the Way You Kiss Me - The Beatles – Now and Then - Bl3ss with Camrin Watsin featuring Bbyclose – Kisses - Central Cee featuring Lil Baby – Band 4 Band - Chase & Status featuring Stormzy – Backbone - Coldplay – Feels Like I’m Falling in Love - Dua Lipa – Training Season - Ella Henderson featuring Rudimental – Alibi - Jade – Angel of My Dreams - Jordan Adetunji – Kehlani - KSI featuring Trippie Redd – Thick of It - Myles Smith – Stargazing - Sam Ryder – You’re Christmas to Me - Sonny Fodera with Jazzy & D.O.D. – Somedays | - Chappell Roan – Good Luck, Babe! - Benson Boone – Beautiful Things - Beyoncé – Texas Hold ’Em - Billie Eilish – Birds of a Feather - Djo – End of Beginning - Eminem – Houdini - Hozier – Too Sweet - Jack Harlow – Lovin on Me - Noah Kahan – Stick Season - Post Malone featuring Morgan Wallen – I Had Some Help - Sabrina Carpenter – Espresso - Shaboozey – A Bar Song (Tipsy) - Taylor Swift featuring Post Malone – Fortnight - Teddy Swims – Lose Control - Tommy Richman – Million Dollar Baby |
| Artist of the Year | International Artist of the Year |
| - Charli XCX - Beabadoobee - Central Cee - Dua Lipa - Fred Again - Jamie XX - Michael Kiwanuka - Nia Archives - Rachel Chinouriri - Sam Fender | - Chappell Roan - Adrianne Lenker - Asake - Benson Boone - Beyoncé - Billie Eilish - Kendrick Lamar - Sabrina Carpenter - Taylor Swift - Tyler, the Creator |
| Group of the Year | International Group of the Year |
| - Ezra Collective - Bring Me the Horizon - Coldplay - The Cure - The Last Dinner Party | - Fontaines D. C. - Amyl and the Sniffers - Confidence Man - Future und Metro Boomin - Linkin Park |
| Alternative/Rock Act | Dance Act |
| - Sam Fender - Beabadoobee - The Cure - Ezra Collective - The Last Dinner Party | - Charli XCX - Becky Hill - Chase & Status - Fred Again - Nia Archives |
| Hip Hop/Grime/Rap Act | Pop Act |
| - Stormzy - Central Cee - Dave - Ghetts - Little Simz | - Jade - Charli XCX - Dua Lipa - Lola Young - Myles Smith |
| R&B Act | Rising Star |
| - Raye - Cleo Sol - Flo - Jorja Smith - Michael Kiwanuka | - Myles Smith - Elmiene - Good Neighbours |
| Songwriter of the Year | |
| - Charli XCX | |
| Producer of the Year | |
| - A. G. Cook | |
| Global Success Award | |
| - Sabrina Carpenter | |